# Taifa de Córdoba
La Taifa de Córdoba es el nombre de la taifa que surgió en 1031 en torno a la ciudad de Córdoba a raíz de la desintegración que el Califato de Córdoba venía sufriendo desde 1008, llamada la Fitna de al-Ándalus. Considerado como el primer estado republicano en la historia islámica, desapareció en 1070 tras ser conquistada por la Taifa de Sevilla a manos de al-Mu'tamid. Pertenece cronológicamente a los primeros reinos de taifas.

## Historia
Tras la caída del Califato Omeya, al-Ándalus comenzó a fracturarse en pequeños emiratos independientes, los llamados reinos de taifas. Córdoba, como centro del poder y sede del Califato fue la última cora en declarase independiente. Tras la abdicación del último califa y su huida de Córdoba, la ciudad se quedó sin liderazgo. Un consejo de notables de la ciudad decidió dar el poder al jeque más prominente, Abú'l Hazm Yahwar bin Muhammad. Este desarrolló pronto un sistema de gobierno pseudo-republicano, con un consejo de estado de ministros y jueces, con el cual consultaba antes de tomar cualquier decisión política, pudiendo ser considerado el primer sistema republicano en la historia islámica. Así, bajo Abú'l Hazm, Córdoba fue gobernada por una élite colectiva en lugar de un solo emir, como era común en otras taifas. De hecho, más que verse a sí mismo como el señor de su pueblo, Abú'l Hazm se veía como el protector de Córdoba, que cuidaba de la ciudad y sus habitantes.
Abú'l Hazm gobernó la ciudad desde 1031 hasta su muerte en 1049, cuando fue sucedido por su hijo Abú'l Walid Muhammad, quien continuó el gobierno benevolente de su padre durante otros 21 años. A medida que se fue haciendo mayor, Abú'l Walid comenzó a ceder el poder de Córdoba a sus dos hijos: Abd al-Rahman de Córdoba y Abd al-Malik de Córdoba. Los dos hermanos pronto se enfrentaron, hasta que Abd al-Malik consiguió arrebatar todo el poder a Abd al-Rahman. El enfrentamiento fraternal desestabilizó la república y Abd al-Malik recurrió al emir de Sevilla, Abbad II al-Mu'tadid. La cooperación entre Córdoba y Sevilla alarmó a al-Mamún, emir de la Taifa de Toledo, quien mandó un ejército para sitiar Córdoba y capturar a Abd al-Malik. La ocupación toledana de Córdoba duró hasta que Muhammad ibn Abbad al-Mu'tamid sucedió a su padre como emir de Sevilla en 1069. Al-Mu'tamid derrotó al ejército toledano en 1070, pero en lugar de liberar Córdoba la capturó y la anexionó a la Taifa de Sevilla. Abd al-Malik fue hecho prisionero y posteriormente exiliado a la Isla Saltés, lo que marcó el fin del poder cordobés.

## Gobernantes
Los gobernantes de la taifa cordobesa pertenecieron a la dinastía Banu Yahwar.
- Abú'l Hazm Yahwar (1031 -1043).
- Muhammad b. Yahwar al-Rasid (1043-1065).
- Abd al-Malik b.Muhammad al-Mansur (1063-1070).

## Nueva taifa independiente (c.1212-1236)
Tras la derrota en la Batalla de Las Navas de Tolosa (1212) el poder almohade en la península quedó muy debilitado y su dominio pasó a ser puramente teórico, proliferando nuevas taifas que se declararían independientes. Entre ellas, una nueva taifa en Córdoba. Hasta que finalmente es conquistada por Fernando III en 1236 e integrada en la Corona castellano-leonesa.